# Påskallavik
Påskallavik est une localité de Suède dans la commune d'Oskarshamn située dans le comté de Kalmar.
Sa population était de 1 052 habitants en 2019.